# Estación de San Juan del Puerto
San Juan del Puerto es un apeadero ferroviario situado en el municipio español de San Juan del Puerto, en la provincia de Huelva. Cuenta con servicios de media distancia operados por Renfe.

## Situación ferroviaria
La estación forma parte de la línea férrea de ancho ibérico Sevilla-Huelva, situada en el punto kilométrico 96,1.

## Servicios ferroviarios

### Media Distancia
Los trenes de media distancia que cubren el trayecto Sevilla-Huelva tienen parada en la estación. 
| Línea MD | Trenes | Origen/Destino |  | Destino/Origen |
| -------- | ------ | -------------- |  | -------------- |
| 72       | MD     | Sevilla        |  | Huelva         |